# Streptocarpus hilsenbergii
Streptocarpus hilsenbergii là một loài thực vật có hoa trong họ Tai voi. Loài này được R. Br. miêu tả khoa học đầu tiên năm 1840.